# Édouard Foà
Édouard Foà (Marsella, 17 de diciembre de 1862 -  Villers-sur-Mer, 29 de junio de 1901) fue un geógrafo y explorador francés.

## Biografía
Fue hijo de Constantin Foà, un comerciante de Marsella, y Mathilde Israel. Ingresó como voluntario en el ejército a los 18 años y lo dejó a los 23 con el rango de suboficial. Se incorporó al consulado británico en Túnez como intérprete y trabajó en la administración postal. En 1886, viajó a Marruecos.
Entre 1886 y 1889, se trasladó a Dahomey para gestionar una delegación de la casa comercial Régis y permaneció allí hasta 1889. Aprovechó su tiempo libre para descubrir África como cazador y aventurero.
De 1891 a 1893, fue comisionado por el Museo Nacional de Historia Natural de Francia (MNHN) para llevar a cabo una misión de exploración en el sur de África. Durante estos dos años de viaje, combinó su trabajo científico y etnográfico con su pasión por la caza. De 1894 a 1897, en nombre de nuevo del MNHN, cruzó el África ecuatorial desde Chindé, en la desembocadura del Zambeze, hasta Banane, en la desembocadura del río Congo. Mientras viajaba por la región entre el lago Tanganica y el lago Malaui, encontró que las posiciones de algunos lagos de la región no estaban bien marcadas en los mapas. Tras desembarcar en Ciudad del Cabo, Foà viajó al Transvaal, participando en varias cacerías.  
En la Exposición Universal de París de 1900 se le dedicó una sala para ilustrar las misiones científicas francesas. La sala contenía ejemplares de sus colecciones, restos de grandes animales salvajes, así como ejemplos de equipos, rifles, equipajes y otros instrumentos utilizados durante sus campañas de exploración.
En septiembre de 1899 se casó con Fanny Vitta, escritora, escultora y filántropa francesa. Foà falleció en Villers-sur-Mer dos años después de su matrimonio, a causa de la malaria contraída en África.

## Publicaciones
- Le Dahomey [Dahomey]  (1895)
- Traversée de l'Afrique équatoriale [Travesía del África Ecuatorial] (1898)
- Mes grandes chasses dans l'Afrique centrale [Mis grandes cacerías en África Central] (1899)
- Chasses aux grands fauves pendant la traversée du continent noir du Zambèze au Congo français [Caza de grandes fieras durante la travesía del continente negro desde el Zambeze hasta el Congo Francés] (1899)
- L'invasion européenne en Afrique. Sa marche, ses progrès, son état actuel [La invasión europea de África. Su marcha, sus progresos, su estado actual] (1899)
- Du cap au lac Nyassa [De El Cabo al lago Nyassa] (1901)

En 1908, su viuda Fanny Vitta publicó Résultats scientifiques des voyages en Afrique d'Édouard Foà [Resultados científicos de los viajes a África de Édouard Foà] bajo los auspicios del MNHN, lo que le valió el Premio Montyon de la Academia Francesa en 1910.